# Пембертон, Эдвард Лойнс
Э́двард Лойнс Пе́мбертон (англ. Edward Loines Pemberton; 10 декабря 1844, Нью-Йорк — 12 декабря 1878) — один из ранних филателистов, филателистический дилер, который был ведущим сторонником научной (или французской) школы филателии. Учредитель и член Филателистического общества Лондона (ныне Королевское филателистическое общество Лондона). Пембертон был удостоен чести быть включённым в «Список выдающихся филателистов» в 1921 году как один из «отцов филателии».

## Биография
Эдвард Пембертон родился в Нью-Йорке, но получил образование в Англии у родственников, когда его родители умерли вскоре после его рождения. Одним из мест, где Пембертон проживал в Англии, был Бирмингем[≡]. Его сын, Персиваль Лойнс Пембертон (1875—1949), также был видным филателистом.

## Вклад в филателию

### Научная филателия
В 1860 году Пембертон выступал за изучение всех аспектов производства почтовых марок, включая бумагу, водяные знаки, процесс печати и зубцовку. Такой подход был известен как научная, или французская, школа. Напротив, английская школа полагала, что значение имеет только фактический напечатанный рисунок, а любой другой аспект почтовой марки должен игнорироваться. Некоторые английские коллекционеры даже выступали за обрезание зубцовки почтовых марок перед помещением их в альбом, чтобы не было никакой разницы между почтовой маркой с зубцами и беззубцовой в альбоме. В те времена вопрос о том, как именно собирать марки, ещё не был решён, и победа научной филателии над более простыми методами английской школы имеет самое непосредственное отношение к сложным методикам, используемым сегодня в филателии. Изданный Пембертоном в 1867 году «Каталог высококачественной и очень полной коллекции почтовых марок, отобранных с большой тщательностью  Э. Л. Пембертоном, эсквайром из Бирмингема» («Catalogue of the Very Fine and Very Complete Collection of Postage Stamps Selected with Great Care by E. L. Pemberton, Esq. of Birmingham»)[≡] является примером такого подхода.

### Описание подделок
Как сторонник научного коллекционирования, естественно, Пембертон проявлял пристальный интерес к подделкам и был хорошо подготовлен к тому, чтобы отличить подделку от настоящей марки. В 1863 году он написал, в соавторстве с Торнтоном Льюисом (Thornton Lewes), руководство «Поддельные марки: как их обнаружить» («Forged Stamps: How to Detect Them»)[≡], а вместе с Уильямом Дадли Атли (William Dudley Atlee) он начал публикацию серии статей о фальшивых марках «The Spud Papers»[≡][≡][≡], которую после смерти Пембертона продолжил Роберт Бриско Эре.
В 1872 году, когда Джон Уолтер Скотт провёл первый филателистический аукцион в Европе, Пембертон дал одно из первых экспертных заключений о подлинности двух 20-центовых почтмейстерских провизориев Сент-Луиса, которые многие считали фальшивками.

### Торговля почтовыми марками
Первое рекламное объявление Пембертона как филателистического дилера появилось в журнале для мальчиков «Boy's Own Magazine» в октябре 1862 года. В 1869 году, по сведениям Аделаиды Фентон, сотрудником Пембертона был У. Дадли Атли. В 1871 году Пембертон учредил филателистическую компанию James R. Grant and Co. («Джеймс Р. Грант и компания»). После смерти Пембертона его дело продолжил А. Х. Уилсон (A. H. Wilson), изменив название фирмы на Pemberton, Wilson & Co. («Пембертон, Уилсон и Ко.»). Компанию впоследствии приобрёл Теодор Буль.

### Филателистическая журналистика
Пембертон был активным автором многих филателистических журналов, в том числе «The Stamp-Collector's Magazine» и «The Philatelist». С января 1864 года он был редактором журнала «The Stamp-Collector’s Review and Monthly Advertiser». В 1872 году он основал посвящённый современной филателии журнал «The Philatelical Journal», который был печатным органом его филателистической дилерской фирмы James R. Grant and Co. Журнал «The Philatelic Record», редактором которого был Мейтленд Бернетт, был основан в 1879 году в память о Пембертоне.

## Избранные труды
- Lewes T., Pemberton E. Forged Stamps: How to Detect Them; containing accurate descriptions of all forged stamps (англ.). — Edinburgh, UK: Colston & Son, 1863. — 36 p. — OCLC 8548631, 81852300 и 562348892. (Дата обращения: 13 марта 2020) [Переиздание: Pemberton E. L., Dalston T., Lewes T. Early Forged Stamps Detector (англ.). — New York, NY, USA: Sanford J. Durst, 1979. — 39 p. — ISBN 0915262398. — ISBN 9780915262397. — OCLC 7459337 и 924727827. (Дата обращения: 4 мая 2016) Архивировано 30 июня 2013 года.][^]
- Catalogue of the Very Fine and Very Complete Collection of Postage Stamps Selected with Great Care by E. L. Pemberton, Esq. of Birmingham. — Hartlepool, UK: James J. Woods, 1867. (англ.)[^][^]
- The Spud Papers. (англ.) [В различных журналах 1871—1881 годов.][^]
- The Philatelical Catalogue: Being a Complete Catalogue of Postage Stamps, and Postal Envelopes and Cards with Voluminous Notes on Reprints, Forgeries, and Every Subject of Interest (containing upwards of 1100 heliotype illustrations). — Dawlish, UK, 1874. (англ.)
- The Stamp Collectors' Handbook. — Southampton, UK, 1874. (англ.) [2nd edn. — 1878.]